# Хјуз Спрингс (Тексас)
Хјуз Спрингс (енгл. Hughes Springs) град је у америчкој савезној држави Тексас. По попису становништва из 2010. у њему је живело 1.760 становника.

## Демографија
Према попису становништва из 2010. у граду је живело 1.760 становника, што је 96 (5,2%) становника мање него 2000. године.
| Група             | 2000.         | 2010.         |
| Белци             | 1.386 (74,7%) | 1.289 (73,2%) |
| Афроамериканци    | 371 (20,0%)   | 353 (20,1%)   |
| Азијати           | 1 (0,1%)      | 1 (0,1%)      |
| Хиспаноамериканци | 77 (4,1%)     | 81 (4,6%)     |
| Укупно            | 1.856         | 1.760         |